# Vučine
Vučine su naseljeno mjesto u općini Višegrad, Republika Srpska, BiH.

## Stanovništvo
Nacionalni sastav stanovništva 1991. godine, bio je sljedeći:
| Narod       | Broj stanovnika |
| ----------- | --------------- |
| Srbi        | 118             |
| Muslimani   | 30              |
| Jugoslaveni | 3               |
| Ukupno      | 151             |